# A114 (route russe)
Pour les articles homonymes, voir A114.
La route fédérale A-114 est une route fédérale russe dans l'oblast de Léningrad et de Vologda. Longue de 531 km, elle relie Vologda à Novaïa Ladoga.

## Caractéristiques
Longue de 531 km, elle traverse le territoire des oblasts de Vologda (331 km) et de Léningrad (200 km).

## Histoire
Fin 2023, l'extension du tronçon de 119 km de la route Vologda - Tcherepovets à 4 voies se poursuit. Le tronçon Tcherepovets-Cheksna et le tronçon à la sortie de Vologda ont été agrandis avec la construction des infrastructures nécessaires, pour un total de 43 km. Les travaux devraient se poursuivre en 2024-2025. 